# Нестерук Анатолій Макарович
Анато́лій Мака́рович Нестеру́к (нар. 16 жовтня 1955, Семенів Білогірського району Хмельницької області) — міський голова Кам'янця-Подільського (від червня 2008 року до листопада 2010 року). Заслужений працівник сфери послуг України (2004).

## Біографія
Закінчив Хмельницький технологічний інститут побутового обслуговування. За фахом інженер-механік.
Трудову діяльність розпочав 1976 року електриком Кам'янець-Подільського електромеханічного заводу. Служив в армії. Після демобілізації (1978 рік) працював інженером, начальником відділу Кам'янець-Подільського приладобудівного заводу. 1987 року переведено на посаду інструктора промислово-транспортного відділу Кам'янець-Подільського міськкому КПУ.
2 червня 1990 року сесією міськради затверджено першим заступником голови Кам'янець-Подільського міськвиконкому. Після об'єднання посад голови Ради і голови виконкому у 1992–1997 роках — заступник голови міськвиконкому. Від жовтня 1997 року — перший заступник міського голови.
1998 року був кандидатом на посаду Кам'янець-Подільського міського голови (програв Олександру Мазурчаку).
Від квітня 1998 року — директор Кам'янець-Подільської філії АТ «Хмельницькгаз».
Від 29 березня 2005 року — перший заступник голови Хмельницької обласної державної адміністрації.
Від 28 серпня 2006 року — заступник міського голови Хмельницького.
1 червня 2008 року переміг на позачергових виборах міського голови Кам'янця-Подільського. 5 червня 2008 року приступив до виконання повноважень
Депутат Хмельницької обласної ради четвертого та п'ятого скликань.
Член партії ВО «Батьківщина» до вересня 2010 року, надалі — позапартійний.
20 вересня 2010 року Служба Безпеки України затримала Анатолія Нестерука за підозрою у хабарництві та перевищені службових повноважень. Після затримання Нестерук опинився в блоці інтенсивної терапії міської лікарні. Бувши під вартою, Нестерук був позбавлений можливості балотуватись на посадку міського голови.
5 липня 2011 колегія суддів Дунаєвецького районного суду Хмельницької області визнала Нестерука Анатолія Макаровича винним у перевищені службових повноважень, виправдавши його за звинуваченнями у хабарництві та засудивши до 4 років позбавлення волі із позбавленням права займатись певною діяльністю та займати певні посади на 3 роки. 31 серпня 2011 колегія суддів Хмельницького обласного адміністративного суду відтермінувала покарання на рік. 24 січня Вищий спецсуд України з розгляду цивільних і кримінальних справ залишив вирок без змін. 12 грудня 2012 шляхом таємного голосування його було обрано заступником Хмельницького міського голови.

## Відзнаки
- 9 вересня 2004 року — почесне звання «Заслужений працівник сфери послуг України».
- Почесна грамота Кабінету Міністрів України.
- Відзнака Кам'янець-Подільської міської ради «Честь і шана».
- 23 червня 2009 року — орден «За заслуги» третього ступеня — за вагомий особистий внесок у розвиток конституційних засад української державності, багаторічну сумлінну працю, високий професіоналізм у захисті конституційних прав і свобод людини і громадянина [5].